# Qualquer Ferro Velho
Qualquer Ferro Velho é uma novela escrita por Anthony Burgess, que conta a história de uma família galesa, durante os períodos históricos mais determinantes da história da Europa no século XX - as duas Guerras Mundiais e a fundação do estado de Israel.